# Marele Premiu al statului Singapore din 2019
Marele Premiu al statului Singapore din 2019 (cunoscut oficial ca Formula 1 Singapore Airlines Singapore Grand Prix 2019) a fost o cursă auto de Formula 1 ce s-a desfășurat pe 22 septembrie 2019 pe Circuitul Marina Bay din Singapore. Cursa a fost cea de-a cincisprezecea etapă a Campionatului Mondial de Formula 1 din 2019, fiind pentru a douăsprezecea oară când s-a desfășurat o etapă de Formula 1 în Singapore.

## Pneuri

### Pneurile programate de Pirelli pentru cursă
| Numele compusului | Culoare | Culoare | Condițiile meteo | Aderență | Durabilitate |
| ----------------- | ------- | ------- | ---------------- | -------- | ------------ |
| Dur C3            | H       |         | Uscat            | Mică     | Mare         |
| Mediu C4          | M       |         | Uscat            | Medie    | Medie        |
| Moale C5          | S       |         | Uscat            | Mare     | Mică         |
| Intermediar       | I       |         | Ploaie ușoară    |          |              |
| Ploaie            | W       |         | Ploaie           |          |              |

### Cele mai folosite pneuri
| Numele compusului | Culoare | Culoare | Numărul de tururi       | Condițiile meteo |
| ----------------- | ------- | ------- | ----------------------- | ---------------- |
| Dur C3            | H       |         | 42 (Vettel, Verstappen) | Uscat            |
| Mediu C4          | M       |         | 38 (Kubica)             | Uscat            |
| Moale C5          | S       |         | 26 (Hamilton, Grosjean) | Uscat            |

## Calificări
Calificările au avut loc pe 21 septembrie 2019, începând cu ora locală 21:00 (UTC+8), ora 16:00 EEST.
| Poz.                  | Nr. | Pilot              | Constructor               | Timpi calificări | Timpi calificări | Timpi calificări | Grila finală |
| Poz.                  | Nr. | Pilot              | Constructor               | Q1               | Q2               | Q3               | Grila finală |
| --------------------- | --- | ------------------ | ------------------------- | ---------------- | ---------------- | ---------------- | ------------ |
| 1                     | 16  | Charles Leclerc    | Ferrari                   | 1:38,014         | 1:36,650         | 1:36,217         | 1            |
| 2                     | 44  | Lewis Hamilton     | Mercedes                  | 1:37,565         | 1:36,933         | 1:36,408         | 2            |
| 3                     | 5   | Sebastian Vettel   | Ferrari                   | 1:38,374         | 1:36,720         | 1:36,437         | 3            |
| 4                     | 33  | Max Verstappen     | Red Bull Racing-Honda     | 1:38,540         | 1:37,089         | 1:36,813         | 4            |
| 5                     | 77  | Valtteri Bottas    | Mercedes                  | 1:37,317         | 1:37,142         | 1:37,146         | 5            |
| 6                     | 23  | Alexander Albon    | Red Bull Racing-Honda     | 1:39,106         | 1:37,865         | 1:37,411         | 6            |
| 7                     | 55  | Carlos Sainz Jr.   | McLaren-Renault           | 1:38,882         | 1:37,982         | 1:37,818         | 7            |
| 8                     | 27  | Nico Hülkenberg    | Renault                   | 1:39,001         | 1:38,580         | 1:38,264         | 8            |
| 9                     | 4   | Lando Norris       | McLaren-Renault           | 1:38,606         | 1:37,572         | 1:38,329         | 9            |
| 10                    | 11  | Sergio Pérez       | Racing Point-BWT Mercedes | 1:39,909         | 1:38,620         | Fără timp        | 15           |
| 11                    | 99  | Antonio Giovinazzi | Alfa Romeo Racing-Ferrari | 1:39,272         | 1:38,697         | N/A              | 10           |
| 12                    | 10  | Pierre Gasly       | Scuderia Toro Rosso-Honda | 1:39,085         | 1:38,699         | N/A              | 11           |
| 13                    | 7   | Kimi Räikkönen     | Alfa Romeo Racing-Ferrari | 1:39,454         | 1:38,858         | N/A              | 12           |
| 14                    | 20  | Kevin Magnussen    | Haas-Ferrari              | 1:39,942         | 1:39,650         | N/A              | 13           |
| 15                    | 26  | Daniil Kveat       | Scuderia Toro Rosso-Honda | 1:39,957         | Fără timp        | N/A              | 14           |
| 16                    | 18  | Lance Stroll       | Racing Point-BWT Mercedes | 1:39,979         | N/A              | N/A              | 16           |
| 17                    | 8   | Romain Grosjean    | Haas-Ferrari              | 1:40,277         | N/A              | N/A              | 17           |
| 18                    | 63  | George Russell     | Williams-Mercedes         | 1:40,867         | N/A              | N/A              | 18           |
| 19                    | 88  | Robert Kubica      | Williams-Mercedes         | 1:41,186         | N/A              | N/A              | 19           |
| Regula 107%: 1:44,129 |     |                    |                           |                  |                  |                  |              |
| DSC                   | 3   | Daniel Ricciardo   | Renault                   | 1:39,362         | 1:38,399         | 1:38,095         | 20           |
| Sursa:                |     |                    |                           |                  |                  |                  |              |

Note

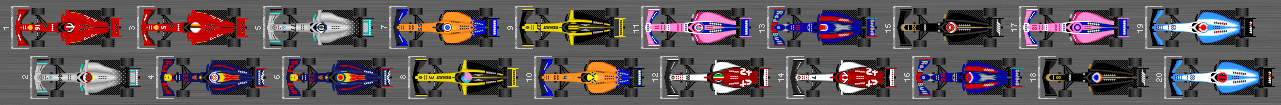
Grila de start.

- ^1 – Ricciardo a fost descalificat din calificări deoarece mașina sa a depășit limita de putere a MGU-K; concurează la discreția comisarilor de cursă și are o penalizare de 10 locuri pe grila de start pentru utilizarea elementelor suplimentare ale unității de putere.
- ^2 – Pérez a primit o penalizare de 5 locuri pe grila de start pentru schimbarea neprogramată a cutiei de viteze.

## Cursa
Cursa a avut loc pe 22 septembrie 2019, începând cu ora locală 20:00 (UTC+8), ora 15:00 EEST, și a durat 61 de tururi.
| Poz.                                                 | Nr. | Pilot              | Constructor               | Tururi | Timp/Retras      | Puncte |
| ---------------------------------------------------- | --- | ------------------ | ------------------------- | ------ | ---------------- | ------ |
| 1                                                    | 5   | Sebastian Vettel   | Ferrari                   | 61     | 1:58:33,667      | 25     |
| 2                                                    | 16  | Charles Leclerc    | Ferrari                   | 61     | +2,641s          | 18     |
| 3                                                    | 33  | Max Verstappen     | Red Bull Racing-Honda     | 61     | +3,821s          | 15     |
| 4                                                    | 44  | Lewis Hamilton     | Mercedes                  | 61     | +4,608s          | 12     |
| 5                                                    | 77  | Valtteri Bottas    | Mercedes                  | 61     | +6,119s          | 10     |
| 6                                                    | 23  | Alexander Albon    | Red Bull Racing-Honda     | 61     | +11,663s         | 8      |
| 7                                                    | 4   | Lando Norris       | McLaren-Renault           | 61     | +14,769s         | 6      |
| 8                                                    | 10  | Pierre Gasly       | Scuderia Toro Rosso-Honda | 61     | +15,547s         | 4      |
| 9                                                    | 27  | Nico Hülkenberg    | Renault                   | 61     | +16,718s         | 2      |
| 10                                                   | 99  | Antonio Giovinazzi | Alfa Romeo Racing-Ferrari | 61     | +27,855s         | 1      |
| 11                                                   | 8   | Romain Grosjean    | Haas-Ferrari              | 61     | +35,436s         |        |
| 12                                                   | 55  | Carlos Sainz Jr.   | McLaren-Renault           | 61     | +35,974s         |        |
| 13                                                   | 18  | Lance Stroll       | Racing Point-BWT Mercedes | 61     | +36,419s         |        |
| 14                                                   | 3   | Daniel Ricciardo   | Renault                   | 61     | +37,660s         |        |
| 15                                                   | 26  | Daniil Kveat       | Scuderia Toro Rosso-Honda | 61     | +38,178s         |        |
| 16                                                   | 88  | Robert Kubica      | Williams-Mercedes         | 61     | +47,024s         |        |
| 17                                                   | 20  | Kevin Magnussen    | Haas-Ferrari              | 61     | +86,522s         |        |
| Ab                                                   | 7   | Kimi Räikkönen     | Alfa Romeo Racing-Ferrari | 49     | Accident         |        |
| Ab                                                   | 11  | Sergio Pérez       | Racing Point-BWT Mercedes | 42     | Scurgere de ulei |        |
| Ab                                                   | 63  | George Russell     | Williams-Mercedes         | 34     | Accident         |        |
| Kevin Magnussen (Haas-Ferrari) – 1:42,301 (turul 58) |     |                    |                           |        |                  |        |
| Sursa:                                               |     |                    |                           |        |                  |        |

| Loc    | 1  | 2  | 3  | 4  | 5  | 6 | 7 | 8 | 9 | 10 | CMRT |
| Puncte | 25 | 18 | 15 | 12 | 10 | 8 | 6 | 4 | 2 | 1  | 1    |

Note

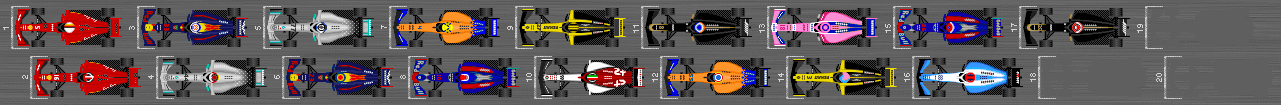
Clasamentul final.

- ^3 – Giovinazzi a primit o penalizare de 10 secunde după cursă pentru nerespectarea instrucțiunilor directorului de cursă.

## Clasamentele campionatelor după cursă
|   | Poz. | Pilot            | Puncte |
| - | ---- | ---------------- | ------ |
|   | 1    | Lewis Hamilton   | 296    |
|   | 2    | Valtteri Bottas  | 231    |
| 1 | 3    | Charles Leclerc  | 200    |
| 1 | 4    | Max Verstappen   | 200    |
|   | 5    | Sebastian Vettel | 194    |

|  | Poz. | Constructor           | Puncte |
|  | ---- | --------------------- | ------ |
|  | 1    | Mercedes              | 527    |
|  | 2    | Ferrari               | 394    |
|  | 3    | Red Bull Racing-Honda | 289    |
|  | 4    | McLaren-Renault       | 89     |
|  | 5    | Renault               | 67     |

- Notă: În ambele clasamente sunt prezentate doar primele cinci locuri.